# Sergio Peña
Sergio Fernando Peña Flores (* 28. September 1995 in Lima) ist ein peruanisch-spanischer Fußballspieler.

## Karriere

### Verein
Von der zweiten Mannschaft von Alianza Lima kommend, wechselte er in die U19 des spanischen Klubs FC Granada. Hier spielte er dann ab der Spielzeit 2014/15 in der B-Mannschaft, von der er nach dem Ende der Saison dann wieder zurück zu Alianza Lima verliehen wurde. Diese überdauerte bis zum Ende des Jahres 2015 und danach wechselte er bei erneuter Leihe weiter zu Universidad San Martín de Porres. Hier blieb er diesmal sogar über ein ganzes Jahr.
Nach dem Ende dieser Leihe wiederum war er bis zum Ende der laufenden Saison dann nochmal Teil der B-Mannschaft und wechselte dann zur Spielzeit 2017/18 in den Kader der ersten Mannschaft. Sein Debüt in der Segunda División hatte er am 10. September 2017 bei einem 2:2 gegen CD Teneriffa. Dies ging in den nächsten Spieltagen dann auch so weiter, danach fiel er aber mit einer Schulterverletzung länger aus und kam erst später zu seiner alten Form.
So folgte zur Folgesaison 2018/19 dann nochmal eine Leihe zum portugiesischen Klub CD Tondela. Hiernach endete sein Vertrag bei Granada dann auch und er wechselte ablösefrei zum FC Emmen. Nach deren Abstieg aus der Eredivisie im Anschluss an die Saison 2020/21 verließ er den Klub und steht seitdem in Schweden beim Malmö FF unter Vertrag.

### Nationalmannschaft
Seinen ersten bekannten Einsatz in der peruanischen A-Nationalmannschaft hatte er am 23. März 2017 bei einem 2:2 gegen Venezuela während der Qualifikation für die Weltmeisterschaft 2018. Ein paar Monate später wurde er dann auch bei weiteren Qualifikations- und Freundschaftsspielen eingesetzt. Auch im Jahr 2018 folgten dann noch weitere Freundschaftsspiele.
Nachdem er im Jahr 2019 keine Einsätze bekommen hatte, folgten im Jahr 2020 und 2021 weitere Partien bei der Qualifikation für die Weltmeisterschaft 2018. Im Sommer 2021 stand er zudem auch noch im Kader seiner Mannschaft bei der Copa América 2021. Mit dieser schaffte er am Ende es auf den vierten Platz und kam hier auch in jeder Partie des Turniers zum Einsatz. Danach folgten noch weitere Qualifikationsspiele, an dessen Ende er sich mit seiner Nationalmannschaft in den Playoffs knapp nicht gegen Australien durchsetzen konnte.